# 6-я Московская стрелковая дивизия народного ополчения (Дзержинского района)

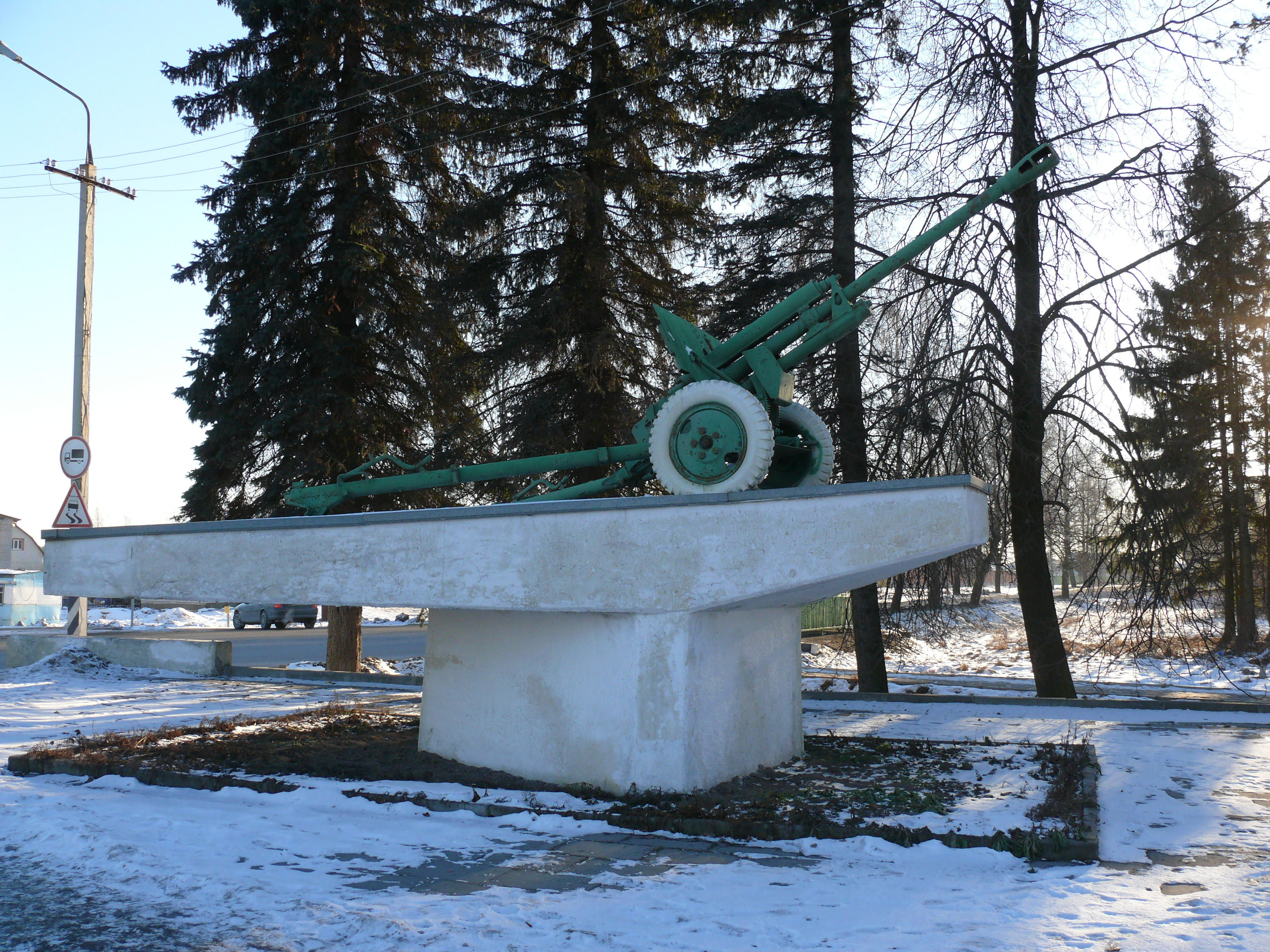
Памятник в Ярцево.

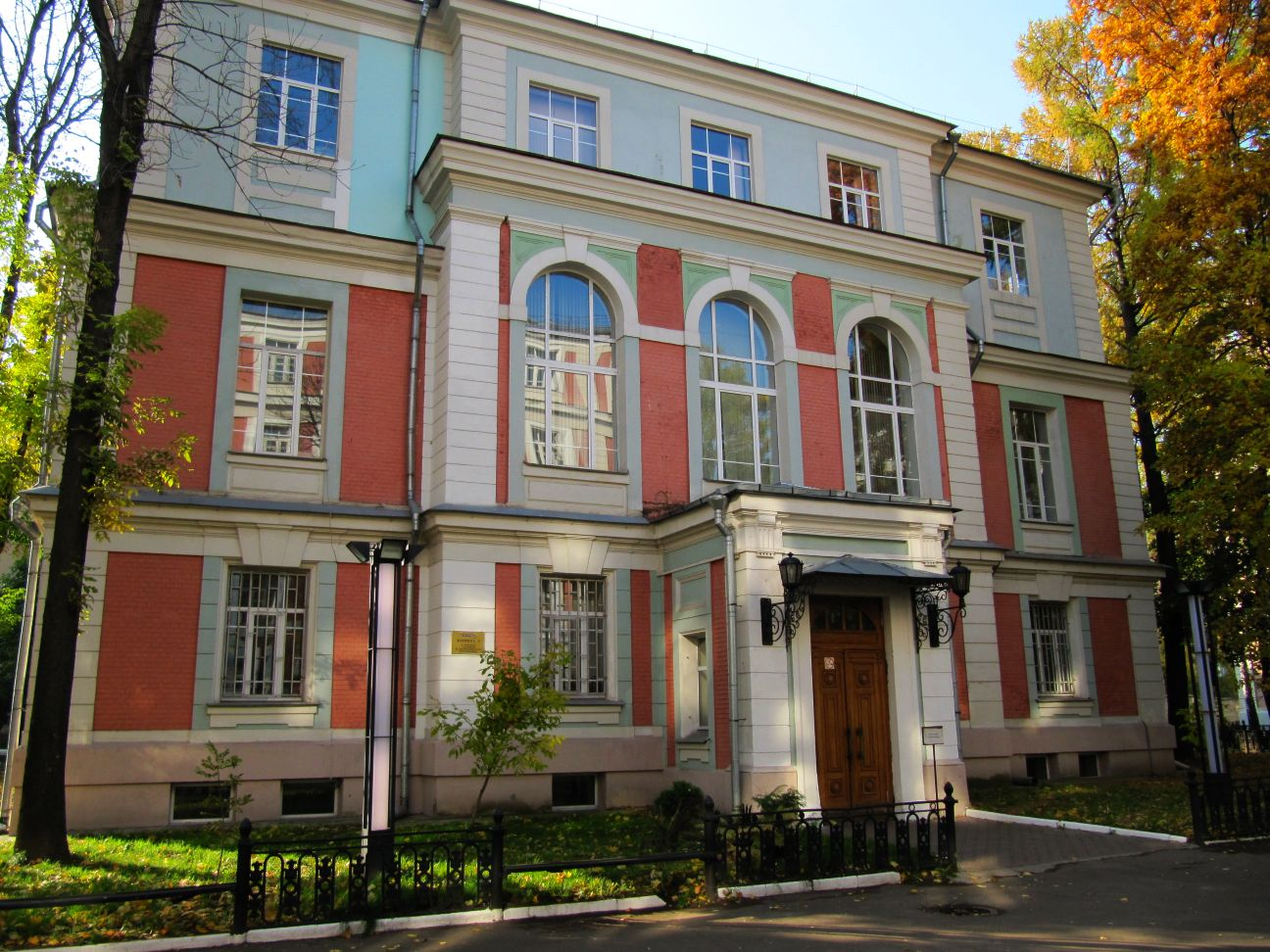
Здание МИИТ-а.

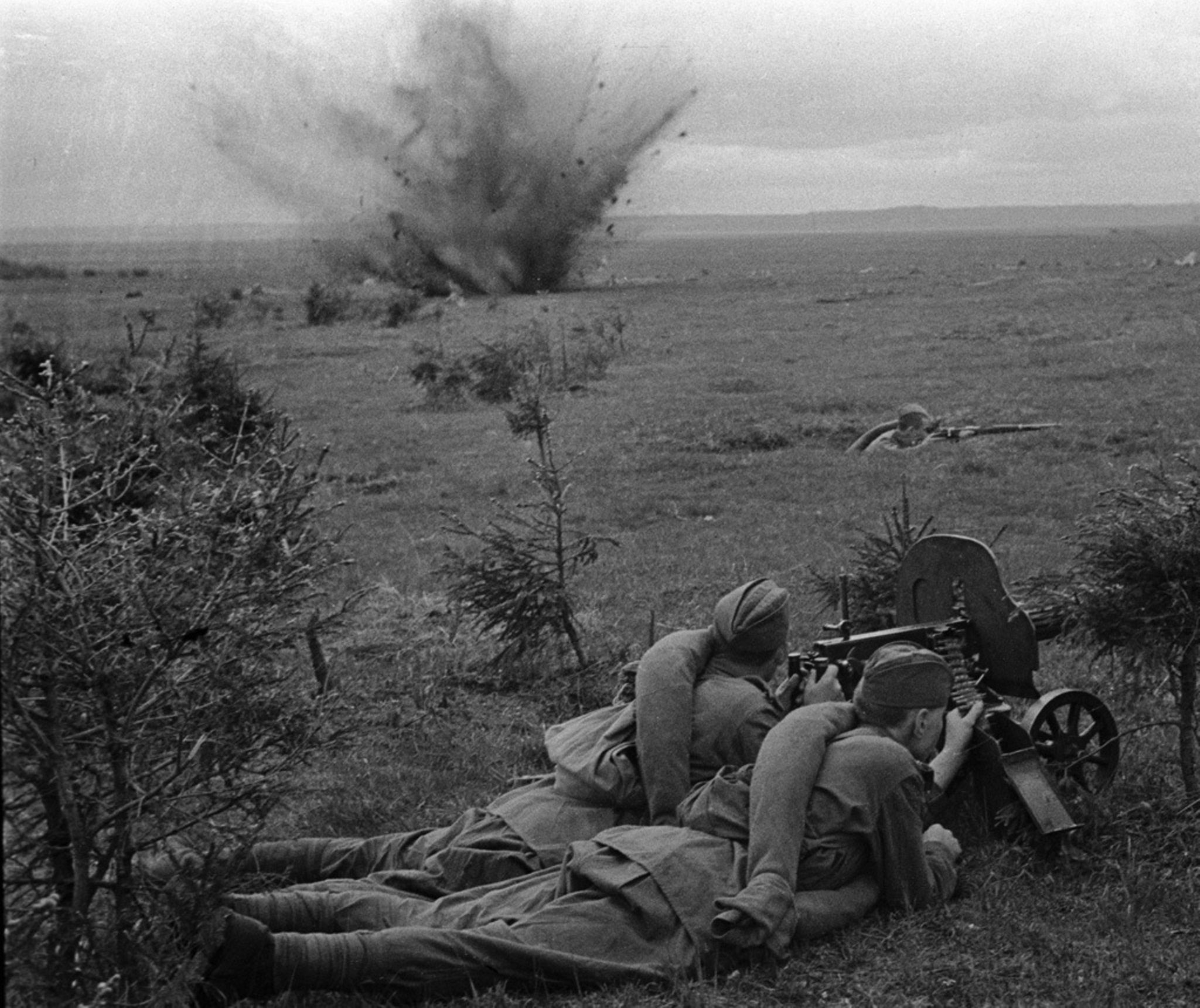
Бой на берегу Днепра, западнее Дорогобужа, Западный фронт.

6-я Московская стрелковая дивизия народного ополчения (Дзержинского района) (6 сд НО) — воинское соединение РККА в Великой Отечественной войне. В документах часто ошибочно упоминается как 6-я дивизия.

## История
В первые дни Великой Отечественной войны в инициативном порядке на местах (в Бресте, Гродно, Перемышле, Лиепая и т. д.) началось создание различных добровольных военизированных формирований: коммунистических батальонов, отрядов партийно-советского актива, групп самообороны. 24 июня 1941 года было принято постановление СНК СССР о создании добровольческих истребительных батальонов для охраны объектов в тылу и борьбы с диверсантами и десантами. К концу июля 1941 года было создано 1 755 истребительных батальонов (численностью от 100—200 до 500 человек) и 300 000 групп содействия истребительным батальонам.
2 июля 1941 года ЦК ВКП(б) предложил местным партийным организациям возглавить создание народного ополчения, и в тот же день Военный Совет Московского военного округа принял «Постановление о добровольной мобилизации жителей Москвы и области в народное ополчение». В масштабе государства эта партийная инициатива была законодательно закреплена изданием постановления ГКО № 10 от 4 июля 1941 года о создании дивизий народного ополчения.
В июле 1941 года в Москве были сформированы первые 12 дивизий: уже до конца месяца они убыли в действующую армию.
6-я Московская стрелковая дивизия народного ополчения сформирована 4 июля 1941 года из числа добровольцев Дзержинского района Москвы, жителей городов Орехова-Зуева и Серпухова.
В действующей армии с 16 июля по 26 сентября 1941 года.

## Формирование
6-я дивизия народного ополчения формировалась в здании Московского института инженеров транспорта Наркомата просвещения СССР на улице Образцова, дом 15.
В состав дивизии вошли:: 
- студенты, преподаватели и сотрудники Московского электромеханического института железнодорожного транспорта (МЭМИИТ)[9] ;
- студенты, преподаватели и сотрудники Московского института инженеров транспорта Наркомата просвещения СССР (МИИТ);
- рабочие Московского компрессорного завода «Борец»;
- рабочие чугунолитейного «Станколит»;
- рабочие Московского комбината твёрдых сплавов;
- рабочие завода «Красный штамповщик»;
- рабочие чулочной фабрики имени Ногина;
- сотрудники Наркомата иностранных дел СССР;
- сотрудники Наркомата внутренних дел(НКВД).

Всего в дивизию вступило около 8 000 человек из 170 предприятий и учреждений.

## В составе Московского военного округа
После формирования 6-й дивизия народного ополчения вошла в состав войск Московского военного округа (МВО). 
Состав дивизии в период 4 июля — 1 сентября 1941 года:
- управление;
- 1-й стрелковый полк (1 сп);
- 2-й стрелковый полк (2 сп);
- 3-й стрелковый полк (3 сп);
- отдельный артиллерийский дивизион (оадн), 45-мм пушки;
- отдельный артиллерийский дивизион (оадн), 76-мм пушки;
- отдельная самокатно-разведывательная рота (осрр);
- самоходно-артиллерийский полк (сап);
- отдельная рота связи (орс);
- автотранспортная рота (атр);
- медико-санитарный батальон (медсанб).

После сформирования дивизия была отправлена на строительство Можайской линии обороны.
Ночью 11 июля 1941 года автобусами дивизия, по маршруту Москва — Можайск — Вязьма — Дорогобуж — Озерищи, была доставлена для сооружения участка линии обороны Дорогобуж — Ельня. В Озерищах располагался штаб дивизии.
19 июля 1941 года 10-я танковая дивизия 46-го механизированного корпуса противника заняли Ельню и 6-я дивизия народного ополчения оказалась в зоне боевых действий. 15 (19) июля отряд из трёхсот бойцов дивизии вступил в бой с передовыми частями армии противника (по другим источникам с немецким десантом, высаженным в районе Ярцево). По свидетельству К. Симонова, в то время стремительные атаки немцев часто назывались десантами.
Дивизия получила приказ отступать на восток, обратно к Дорогобужу. Здесь дивизия приступила к постройке участка линии обороны — копке стрелковых окопов, траншей, площадок для артиллерии. Работы велись преимущественно ночью, чтобы не попасть под удар вражеской авиации. Сооружения маскировались.

## В составе 24-й армии
В середине августа 6-я дивизия НО выведена из состава МВО и включена в состав 24-й армии, под командование генерал-майора К. И. Ракутина.
16 августа на участке 120-й стрелковой дивизии 24-й армии пятая рота дивизии под командованием Ф. М. Орлова заняла деревню Алексеевку Коробецкого сельсовета. В итоге боя в роте осталось всего пять человек, включая командира.
20 августа 1941 года бойцы дивизии приняли военную присягу. Дивизии вручили Боевое Знамя с надписью «6-я дивизия народного ополчения».
В конце августа по приказу Наркомата обороны СССР «О реорганизации и перевооружении дивизий народного ополчения» 6-я сд НО была переведена на организационную структуру и штаты стрелковых дивизий сокращённого состава военного времени. Кроме того, поступило пополнение 3 750 человек из Дмитрова. Из двух артиллерийских дивизионов был сформирован 973-й артиллерийский полк (973 ап). Отдельная самокатно-разведывательная рота рота стала разведывательным батальоном. В дивизию вошёл также кавалерийский батальон, мотоциклетная, велосипедная, танкетная и пулемётная роты, сапёрный батальон.
30 августа 6 дНО участвует в Ельнинской наступательной операции с кадровыми дивизиями 24-й армии. Дивизия находилась во втором эшелоне, однако отдельные части и подразделения выполняли боевые задачи.
Состав дивизии в период 1 сентября — 18 сентября 1941:
- управление;
- 1293-й стрелковый полк (1293 сп);
- 1295-й стрелковый полк (1295 сп);
- 1297-й стрелковый полк (1297 сп);
- 973-й артиллерийский полк (973 ап);
- 697-й отдельный зенитный артиллерийский дивизион (697 озад);
- 472-я разведывательные роты (472 рр);
- 697-я разведывательные роты (697 рр);
- 861-й отдельный батальон связи (861 обс);
- 462-й отдельный саперный батальон (462 осб);
- 495-й медико-санитарный батальон (495 мсб);
- 334-я отдельная рота химзащиты (334 орх);
- 331-я автотранспортная рота (331 атр);
- 264-я полевая хлебопекарня (264 пх);
- 303 полевая почтовая станция (ППС-303).

6 сентября 1941 года после освобождения Ельни, части дивизии начали возводить рубеж обороны и занялись боевой подготовкой.

## В составе
| Дата                       | Фронт (округ)                  | Армия      | Корпус (группа) | Примечания |
| -------------------------- | ------------------------------ | ---------- | --------------- | ---------- |
| 4 июля 1941 года           | Московский военный округ (МВО) | —          | —               | —          |
| середина августа 1941 года | Резервный фронт                | 24-я армия | —               | —          |

## Командиры
- 4.07.1941 — 07.07.1941 генерал-майор Дрейер, Николай Михайлович[5][15]. Отозван[9] для формирования 45-й кавалерийской дивизии.[16]
- 07.07.1941[5] — 18.09.1941 полковник Шундеев, Алексей Иванович (1896[17]—1941), погиб в бою 09.10.1941[1][17][18][19]

## Переименование
В соответствии с директивой заместителя Наркома обороны СССР № Орг./2/540124 от 19.09.1941 все московские дивизии народного ополчения были переименованы. Дивизия ополченцев Дзержинского района получила номер 160 и стала называться 160-й стрелковой дивизией.

По существующему порядку того времени новым дивизиям давались номера расформированных ранее соединений (погибших в боях и выведенных из боевого состава РККА). Однако, 160-я стрелковая дивизия, сформированная ещё в довоенное время в Горьком, сумела выйти из окружения и сохранила Боевое знамя. Таким образом в боевом составе армии до апреля 1943 года было две стрелковых дивизии с номером 160. 

## Память

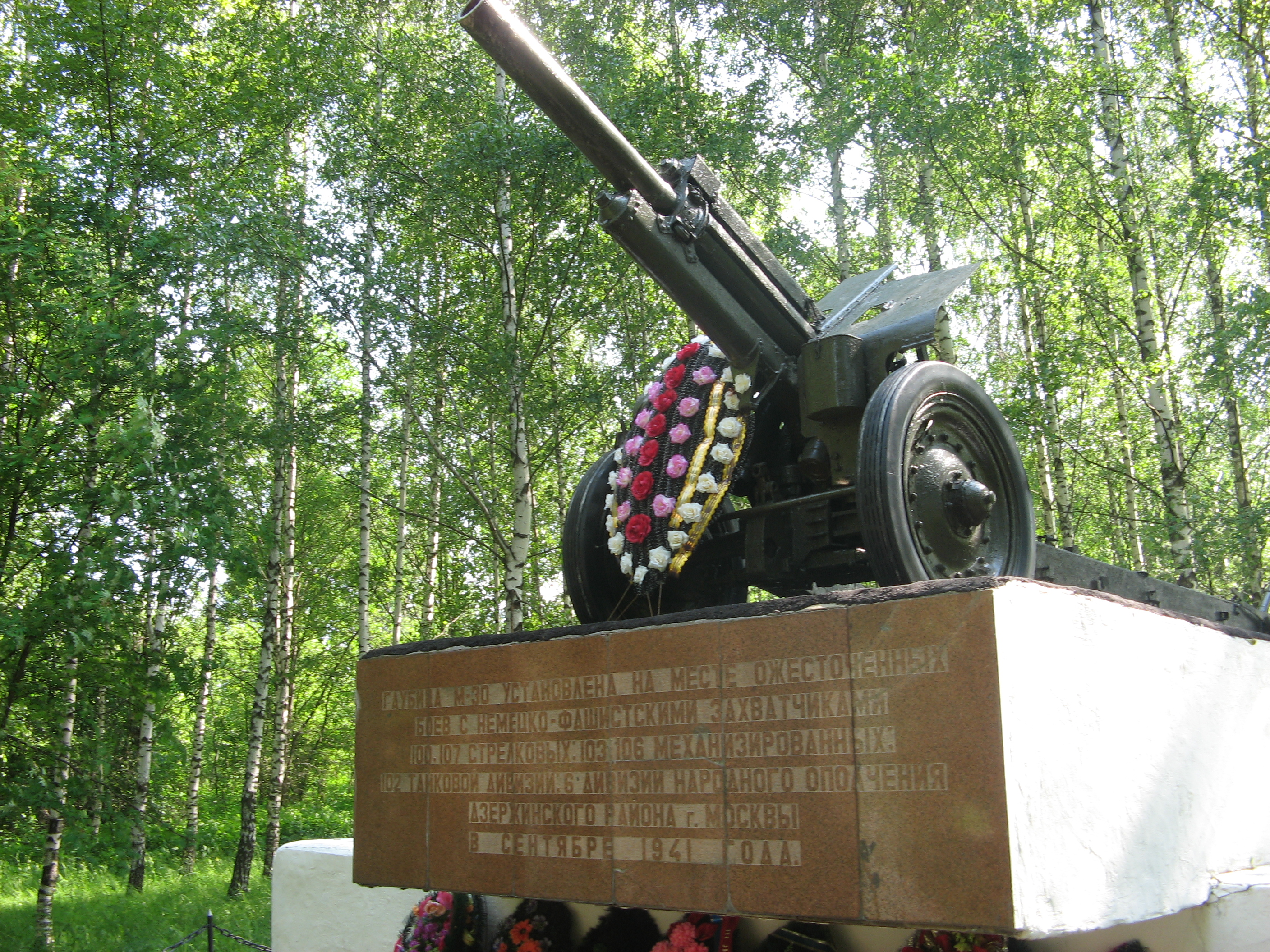
Гаубица М-30, установленная в деревне Ушаково, где в сентябре 1941 года шли бои по ликвидации Ельнинского выступа с участием 6-й ДНО.

- Гаубица М-30, установленная в деревне Ушаково(Ельнинский район), где в сентябре 1941 года воевали части 6-й дивизии НО[21]
- Памятник «Добровольцам 13-й и 6-й дивизий народного ополчения, оборонявших Москву»[22]